# 富恩
富恩（英語：Fu Yan，代號M30）是香港元朗區議會下轄的選區，2003年設立，2023年取消，末任區議員為天水連線成員關俊笙。

## 範圍
選區位於天水圍新市鎮北部，包括天富苑及天恩邨恩翠樓、恩澤樓、恩福樓（其餘樓宇則屬於悅恩選區），與其相連的選區有屏山北、悅恩、逸澤、宏逸和晴景選區，選區因應人口分佈設有兩個投票站，分別設於香港普通話研習社科技創意小學及天暉路社區會堂。

## 沿革
2000年由於實行八萬五建屋計劃，大量公共屋邨和居屋屋苑在天水圍北落成，導致大量人口遷入，選舉事務處因而在2003年將嘉湖南選區分拆，並且設立多個選區，富恩就是其中之一，當時選區包含天富苑和天恩邨大部份樓宇（除了恩慈樓和恩樂樓）。
2003年區議會選舉，當時選區估算約19,967人，其中有4,612位選民，投票站設於香港普通話研習社科技創意小學，議席由無黨派人士歐陽顯威、葉炳根和張文輝（實際為港進聯成員，但無表明有關聯繫）爭奪，最終張文輝以1,306票勝出。。
2007年選舉事務處將富恩選區的恩穗樓和恩盈樓歸入悅恩選區，同時將原本屬於宏逸選區的部份天逸邨歸入富恩選區，2007年區議會選舉人口估算約20,753人，其中有8,446位選民，尋求連任的張文輝再度參選，對手是報稱獨立的丘子明和民主黨成員鄺智揚，最終張文輝以1,860票成功連任。
2011年選舉事務處將原本屬於富恩選區的天逸邨部份重新劃入宏景選區並復稱宏逸。與此同時張文輝被揭發詐騙求助的居民，社區工作停頓，使本區形成白區。
2011年區議會選舉，選區人口估算約20,458人，其中有8,568位選民，張文輝沒有競逐連任，而且被控詐騙和偷竊（選後被判監15個月，根據區議會條例被褫奪議席，議席懸空直至新一屆區議會就職），議席由工聯會成員劉桂容和香港職工會聯盟秘書長兼立法會議員李卓人爭奪，當中李氏被指是為2012年立法會選舉爭取參選超級區議員的入場劵，劉桂容曾任元朗區議員陸頌雄、姚國威議員助理，亦是荃灣區議員葛兆源的女友。李卓人及劉桂容都是首次參選區議會，但劉桂容只有27歲，而且知名度遠不及其對手(由於天富苑「封邨」，不准候選人在屋苑範圍內競選宣傳，而李卓人本人已具有知名度，不用宣傳物品也廣為人知)。由於這次是工聯會、職工盟罕有的直接對決，兩大陣營空群而出助選（劉桂容得會長鄭耀棠、立法會議員王國興站台，李卓人亦有有意共組「工黨」的張超雄助選），並發生不少衝突，最終劉桂容以1,838票擊敗取得1,700票的李卓人勝出。選後工聯會會長鄭耀棠形容此次選戰為「氹仔可以浸死蛟龍」。
2015年區議會選舉，當時人口估算約19,773人，其中有9,836位選民，工聯會劉桂容競爭連任，而上屆於悅恩選區參選的工黨強國偉轉戰此區，結果劉桂容以2,819票擊敗取得1,339票的強國偉勝出。
2019年區議會選舉，天水連線關俊笙參選本區挑戰劉桂容，結果關以4,325票多於劉的3,557票當選。2021年7月，關氏在民主派區議員因應政府計劃追究協助2020年民主派初選的區議員傳聞所帶動的辭職潮中辭去區議員職務。

## 歷屆議員
| 屆別                  | 議員   | 政治聯繫 | 政治聯繫           |
| --------------------- | ------ | -------- | ------------------ |
| 2004年－2007年        | 張文輝 |          | 進 港進聯 → 無黨籍 |
| 2008年－2011年        | 張文輝 |          | 無黨籍             |
| 2012年－2015年        | 劉桂容 |          | 工聯會             |
| 2016年－2019年        | 劉桂容 |          | 工聯會             |
| 2020年－2021年7月9日  | 關俊笙 |          | 天 天水連線        |
| 2021年7月10日－2023年 | 懸空   | 懸空     | 懸空               |

## 歷屆選舉結果
| 政党   | 政党     | 候选人    | 票数  | %     | ±      |
| ------ | -------- | --------- | ----- | ----- | ------ |
|        | 工聯會   | ①. 劉桂容 | 3,557 | 45.13 | -22.67 |
|        | 天水連線 | ②. 關俊笙 | 4,325 | 54.87 | 不適用 |
| 多数票 | 多数票   | 多数票    | 768   | 9.74  | -29.85 |

| 政党   | 政党   | 候选人    | 票数  | %     | ±      |
| ------ | ------ | --------- | ----- | ----- | ------ |
|        | 工黨   | ①. 強國偉 | 1,339 | 32.20 | -17.85 |
|        | 工聯會 | ②. 劉桂容 | 2,819 | 67.80 | +15.85 |
| 多数票 | 多数票 | 多数票    | 1,480 | 39.59 | +36.31 |

| 政党   | 政党   | 候选人    | 票数  | %     | ±      |
| ------ | ------ | --------- | ----- | ----- | ------ |
|        | 工黨   | ①. 李卓人 | 1,700 | 48.05 | 不適用 |
|        | 工聯會 | ②. 劉桂容 | 1,838 | 51.95 | 不適用 |
| 多数票 | 多数票 | 多数票    | 138   | 3.90  | -30.24 |

| 政党   | 政党   | 候选人    | 票数  | %     | ±      |
| ------ | ------ | --------- | ----- | ----- | ------ |
|        | 無黨派 | ①. 丘子明 | 486   | 15.50 | 不適用 |
|        | 港進聯 | ②. 張文輝 | 1,860 | 59.31 | -5.44  |
|        | 民主黨 | ③. 鄺智揚 | 790   | 25.19 | 不適用 |
| 多数票 | 多数票 | 多数票    | 1,070 | 34.12 | -11.10 |

| 政党   | 政党   | 候选人      | 票数  | %     | ±      |
| ------ | ------ | ----------- | ----- | ----- | ------ |
|        | 無黨派 | ①. 歐陽顯威 | 398   | 19.73 | 新選區 |
|        | 無黨派 | ②. 葉炳根   | 313   | 15.52 | 新選區 |
|        | 港進聯 | ③. 張文輝   | 1,306 | 64.75 | 新選區 |
| 多数票 | 多数票 | 多数票      | 908   | 45.02 | 新選區 |